# 実川元子
実川 元子（じつかわ もとこ、1954年3月3日 - ）は、日本のライター、翻訳家。

## 来歴・人物
兵庫県出身。上智大学外国語学部フランス語科卒。14年間OLとして社内の翻訳業務に従事したのち、36歳で独立。恋愛、ファッションなどを題材としたエッセイの執筆、翻訳をおこなう。別名片山 かおる名義の著作もある。
2008年より、応援しているガンバ大阪でゲーフラを書くのに必要だということでなぜか書道を始め、一気に深みにはまる。第46回創玄展（平成22年）入選、第47回創玄展（平成23年）準二科賞、第48回創玄展（平成24年）二科賞受賞。令和2年、令和3年　秀逸賞受賞。毎日書道展第62回から9回漢字二類で入選し令和2年より一科に。令和4年漢字一類で佳作賞受賞。
娘の実川真由（1987年 - ）は高校時代に一年間フィンランドへ留学し、その体験を母との共著『受けてみたフィンランドの教育』で出版した。

## 著書
- 『まんがの服ぶくろ』（モード学園出版局） 1992
- 『完全なるお見合い 絶対シアワセニナッテヤル!』（ベストセラーズ） 1993
- 『ファッションデザイナー ココ・シャネル』（理論社、こんな生き方がしたい） 2000
- 『建築家 長谷川逸子』（理論社、こんな生き方がしたい） 2001
- 『食べものやさんで成功する!!』（TaKaRa酒生活文化研究所、酒文ライブラリー） 2002
- 『コンテンポラリー・ジャパニーズ・レストラン・デザイン』（文、チャールズ・イー・タトル出版） 2005
- 『翻訳というおしごと』（アルク） 2017

### 片山かおる名義
- 『お受験』（文藝春秋 1998）、のち文庫
- 『建てて、納得! あなたも理想の家が持てる』（文藝春秋） 2001

### 共著
- 『男たらし論』（野中邦子, 藤田真利子, 山本淑子, 江崎リエ,高橋尚子共著、平凡社） 1997
- 『受けてみたフィンランドの教育』（実川真由共著、文藝春秋） 2007

### 翻訳
- 『涙が流れるままに ローリング・ストーンズと60年代の死』（A・E・ホッチナー、川本三郎共訳、角川書店） 1991
- 『迷宮都市』（デヴィッド・ブルックス、福武書店） 1992
- 『女にしかわからない Hers2 ニューヨーク・タイムズ・コラム傑作選女性篇』（井上一馬共訳、文藝春秋） 1995
- 『あなたがいて、よかった』（バーバラ・シュルゴールド, リン・シピオーラ、古屋美登里共訳、文藝春秋） 1995
- 『レッド・ホット・ママ いま、変わろうとする女たちへ』（コレット・ダウリング、徳間書店） 1996
- 『司祭』（ジミー・マクガヴァーン、徳間書店） 1996
- 『永遠のバービー』（M・G・ロード、野中邦子共訳、キネマ旬報社） 1996
- 『シンシア』（デヴィッド・アーロン、福武文庫） 1996
- 『ヴォーグで見たヴォーグ』（グレース・ミラベラ、文春文庫） 1997
- 『ラストマン・スタンディング』（ジェローム・プレイスラー、集英社文庫） 1997
- 『顔を失くして「私」を見つけた』（ルーシー・グレアリー、徳間書店） 1998
- 『性体験』（ナオミ・ウルフ、文藝春秋） 1998
- 『スライディング・ドア』（ピーター・ホーウィット、WAVE出版） 1998
- 『ニューヨークデイドリーム』（チン・ウォンスク、徳間文庫） 1998
- 『ニュートン・ボーイズ』（クロード・スタヌッシュ, デイビッド・ミドルトン、徳間文庫） 1999
- 『禁断のリング』（アマンダ・クイック、WAVE出版） 2000
- 『バービー・クロニクル』（ヨナ・ゼルディス・マクダナー、野中邦子編、藤田真利子共訳、早川書房） 2000
- 『うちへ帰ろう』（デヴィッド・リー・ウィルソン、WAVE出版） 2000
- 『わたしは生まれかわる 虐待をうけた16歳の少女の手記』（アンナ・ミチナー、白水社） 2000
- 『玻璃の城』（アレックス・ロー、愛育社） 2000
- 『今日から始まる』（ベルトラン・タヴェルニエ、愛育社） 2001
- 『スウィートハーバーの嵐』（スーザン・マディソン、主婦の友社） 2001
- 『あの人はなぜあなたを疲れさせるのか』（アルバート・J・バーンスタイン、角川書店） 2001
- 『愛ってめんどくさい』（ラファエラ・アンダーソン、ソニー・マガジンズ、ヴィレッジブックス） 2002
- 『赤ちゃんは殺されたのか』（リチャード・ファーストマン, ジェイミー・タラン、文春文庫） 2002
- 『鬼が来た!』（姜文、愛育社） 2002
- 『エンパイア』（ミッチェル・パーセル、文藝春秋） 2002
- 『People & pearls 真珠 - その永遠の魅力』（カイ・ハックニー, ダイアナ・エドキンズ、PHP研究所） 2003.2
- 『100歳まで生きてしまった』（ニーナ・エリス、新潮社） 2003
- 『ロサンゼルスの魔力 伝説のホテルから始まるミステリアス・ツアー』（A・M・ホームズ、早川書房、ナショナルジオグラフィック・ディレクションズ） 2004
- 『ザ・ハウス・オブ・グッチ』（サラ・ゲイ・フォーデン、講談社） 2004、のち早川書房 2021
- 『シネ・ロマン』（イヴ・アーノルド、愛育社） 2004
- 『Audrey Hepburn 母、オードリーのこと』（ショーン・ヘップバーン・フェラー、竹書房） 2004
- 『あきらめること あきらめてはいけないこと 人生が変わる30の言葉』（ゴードン・リヴィングストン、文藝春秋） 2005
- 『私をふった5人の男 元カレをめぐる旅』（スーザン・シャピロ、早川書房） 2005
- 『巨乳はうらやましいか? Hカップ記者が見た現代おっぱい事情』（スーザン・セリグソン、早川書房） 2007
- 『サウンド・バイツ フランツ・フェルディナンドの世界グルメツアー』（アレックス・カプラノス、白水社） 2008
- 『天才シェフ危機一髪 世界一流レストランの舞台裏で起きた40の本当のお話』（キンバリー・ウィザースプーン, アンドリュー・フリードマン、松野泰子共訳、日経BP社） 2008
- 『100歳までの人生戦略 50歳なんてまだ昼の12時!』（エリック・プラスカー、WAVE出版） 2009
- 『堕落する高級ブランド』（ダナ・トーマス、講談社） 2009
- 『英国のダービーマッチ』（ダグラス・ビーティ、白水社） 2009
- 『ひとはなぜSEXをするのか』（シャロン・モアレム、アスペクト） 2010
- 『サッカーが勝ち取った自由　アパルトヘイトと闘った刑務所の男たち』（チャック・コール, マービン・クローズ、白水社） 2010
- 『菊とポケモン グローバル化する日本の文化力』（アン・アリスン、新潮社） 2010
- 『ザ・メッシュ』（リサン・ガンスキー、徳間書店） 2011
- 『サッカーと独裁者 アフリカ13か国の「紛争地帯」を行く』（スティーヴン・ブルームフィールド、白水社） 2011
- 『エキストラバージンの嘘と真実 スキャンダルにまみれたオリーブオイルの世界』（トム・ミューラー、日経BP社） 2012
- 『なぜ、彼は電話してこないの? 男があなたをためらう本当の理由』（レイチェル・グリーンウォルド、WAVE出版） 2012
- 『GILT ITとファッションで世界を変える私たちの起業ストーリー』（アレクシス・メイバンク, アレクサンドラ・ウィルキス・ウィルソン、日経BP社） 2013
- 『孤高の守護神 ゴールキーパー進化論』（ジョナサン・ウィルソン、白水社） 2014
- 『PK 最も簡単なはずのゴールはなぜ決まらないのか?』（ベン・リトルトン、カンゼン） 2015
- 『ココ・シャネル 小さなひとりの大きなゆめ』（マリア・イザベル・サンチェス・ベガラ、ほるぷ出版） 2021
- 『ザ・クイーン エリザベス女王とイギリスが歩んだ100年』（マシュー・デニソン、カンゼン） 2022

#### ロディ・ドイル
- 『スナッパー』（ロディ・ドイル、キネマ旬報社） 1994
- 『パディ・クラークハハハ』（ロディ・ドイル、キネマ旬報社） 1994
- 『ヴァン』（ロディ・ドイル、キネマ旬報社） 1994
- 『ポーラ ドアを開けた女』（ロディ・ドイル、キネマ旬報社） 1998
- 『星と呼ばれた少年』（ロディ・ドイル、ソニー・マガジンズ） 2004.10